# 高慢と偏見とゾンビ (映画)
『高慢と偏見とゾンビ』（英: Pride and Prejudice and Zombies、ポスターなどでは Pride + Prejudice + Zombies）は、2016年のアメリカ合衆国・イギリス合作による映画で、セス・グレアム＝スミスがジェイン・オースティンの『高慢と偏見』（1813年）を下敷きにして書いた同名小説（2009年）を原案としている。監督・脚本はバー・スティアーズが務め、リリー・ジェームズ、サム・ライリー、ジャック・ヒューストン、ベラ・ヒースコート、ダグラス・ブース、マット・スミス、チャールズ・ダンス、レナ・ヘディなどが出演した。
アメリカ合衆国ではスクリーン ジェムズ配給で2016年2月5日、イギリスではライオンズゲート配給で同年2月11日、日本ではギャガ配給で同年9月30日に公開された。映画の予算は2,800万ドルだったが、全世界での興行収入は1,600万ドルに留まった。日本でのキャッチコピーは、『不朽の恋愛小説、感染。』。

## あらすじ
19世紀初頭のイングランド・ハートフォードシャーに、父の命令により中国で武道を修めたジェーン（演：ベラ・ヒースコート）、エリザベス（リジー、演：リリー・ジェームズ）、メアリー（演：ミリー・ブレイディ）、キティ（演：スキ・ウォーターハウス）、リディア（演：エリー・バンバー）のベネット5姉妹が住んでおり、日夜稽古と周囲にはびこるゾンビ退治に明け暮れていた。娘たちに武術を学ばせたベネット氏（演：チャールズ・ダンス）の思いとは裏腹に、母であるベネット夫人（演：サリー・フィリップス）は、娘たちを裕福な求婚者と妻合わせることしか考えていない。ある日ベネット姉妹は、近くのネザーフィールドへ引っ越してきたビングリー家の舞踏会に招かれ、この席でジェーンは10万ポンドを相続したという噂がある当主のチャールズ・ビングリー（演：ダグラス・ブース）に見初められる。ビングリーと共にネザーフィールドへやって来たダーシー大佐（演：サム・ライリー）は、エリザベスは自分との交際に値しないと切り捨て、エリザベスを苛立たせる。舞踏会をゾンビが襲い、ベネット姉妹とダーシーは武術でこれを追い払うが、エリザベスの戦姿にダーシーは魅力を感じるようになる。数日後、ジェーンはビングリー邸へ向かう途中でゾンビと遭遇し、その上雨に降られてネザーフィールドで熱を出す。エリザベスは姉の看病に駆けつけるが、ジェーンがゾンビ感染したのではと訝るダーシーに反感を覚える。
ベネット家に、ロングボーンの限嗣相続人であるコリンズ牧師（演：マット・スミス）が訪れる。姉妹から妻を選ぼうとしたコリンズはエリザベスへ求婚するが、戦士の道を諦めるよう求められ彼女は拒絶する。ベネット姉妹はコリンズと共にメリトンを訪れ、エリザベスは見目良い士官のウィカム（演：ジャック・ヒューストン）と出会って舞踏会の約束をする。ウィカムはエリザベスを連れて荒廃したロンドンことインビトウィン（英: In-Between）へ向かい、豚の脳を食べることで完全なゾンビ化を食い止めている感染者が集う聖ラザロ教会を見せる。ウィカムは信仰と高い教養を持つゾンビは、非感染者と平和に共存できるはずだと述べる。ウィカムはエリザベスとの駆け落ちを申し入れ断られる。家へ戻ったエリザベスは、ダーシーがビングリー家を説得してネザーフィールドを離れ、ジェーンとビングリーが引き裂かれたことを知る。コリンズと結婚するシャーロットの付き添いとしてロージングズへ向かったエリザベスは、ここでダーシーに求婚されるが、彼女は姉を不幸にしたダーシーへ怒りをぶつけ取っ組み合いとなる。
数日後、ダーシーはこれまでの経緯を述べた謝罪文をエリザベスへ送る。
舞踏会で酔っ払ったベネット夫人が、資産目当てにジェーンとビングリーの結婚を望んでいると知ったダーシーは、ビングリーの不幸を予見してふたりを引き離した。また、ウィカムはダーシーの幼馴染みだったが、与えられた金をすぐに浪費し、ダーシー家の持つ聖職禄や資産を目当てに付きまとっていた。金の無心を断ると、ダーシーの父は謎のゾンビ感染を起こし、ウィカムは財産目当てにダーシーの妹ジョージアナと駆け落ち未遂を起こした。
ウィカムの正体を知ったエリザベスは、末妹リディアがウィカムと駆け落ちし、ゾンビが跋扈するインビトウィンへ向かったことを知らされる。救出に向かったジェーンとエリザベスから顛末を聞いたダーシーは、リディアが閉じ込められた聖ラザロ教会へ向かう。そこでダーシーは、ウィカムが教会のゾンビで軍隊を組織し、末は英国を乗っ取ろうとしていることを知るが、教会の感染者に人間の脳を食べさせることで凶暴化させ、リディアを救出して逃げ出す。ウィカムはダーシーと戦いながら、自分がダーシーへの逆恨みでゾンビ化を食い止めている感染者だと明かすが、ダーシーが殺される寸前でエリザベスが救出に現れる。ふたりがインビトウィンから外へ向かう唯一の橋を馬で駆け抜ける途中で、軍隊はダーシーの命令通り橋を爆破する。爆発で傷付いたダーシーは気を失い、エリザベスは涙ながらに初対面から彼に惹かれていたと明かす。
暫く経って、ビングリーと回復したダーシーは、それぞれジェーンとエリザベスに求婚する。2組はコリンズの前で挙式するが、クレジットシーンの最中に、ウィカムやゾンビ黙示録の四騎士が大量のゾンビを引き連れて会場に押し迫る様子が描かれる。

### 原作との相違点
ここではグレアム＝スミスによる同名小説との違いについて述べる。
- 原作でのキャラクターが何人かカットされている。具体的にはベネット姉妹の母方の親戚（ベネット夫人の弟妹）であるフィリップス夫人やガードナー夫妻、ダーシーの従兄弟であるフィッツウィリアム大佐、シャーロット・ルーカスの両親であるルーカス夫妻、姉妹の少林寺拳法の師であるペイ・リュウ師などである。またビングリーの姉妹であるハースト夫人・ビングリー嬢がダーシーの気を惹こうとする筋書きもカットされているほか、ダーシーの妹ジョージアナは兄による言及に留まりほとんど登場しない。
- ロンドンがゾンビを防ぐ高い壁（大壁）で囲まれているのは原作通りだが[注釈 10]、内部にゾンビがはびこって荒廃しインビトウィンと呼ばれるようになった描写は原作には登場しない。ビングリー家はネザーフィールドを離れてロンドンに向かうほか[14]、ジェーンは叔父のガードナー夫妻を訪ねてロンドンを訪れる[13]。
- 風邪をこじらせたジェーンが帰る際、原作では実家から馬車が送られエリザベスと共に帰宅するが[15]、本作ではベネット夫人・ベネット姉妹の全員が共に迎えに来る。
- ダーシーは原作でも戦士として描かれているが、ビングリーはそうではない。

- コリンズと結婚するシャーロット・ルーカスがゾンビ感染した[17]筋書きがカットされている。最終シーンでコリンズはビングリー・ダーシー両夫妻の結婚式を取り仕切っているが、原作ではシャーロットの感染を嘆き悲しみ、彼女の死を受けて自殺している[18]。
- リディアがフォースター夫人とブライトンに向かう筋、エリザベスがガードナー夫妻とダービーシャーなど北部州を旅する筋[19]がカットされている。前者のカットによりリディアとウィカムの駆け落ち、後者のカットでエリザベスがダーシー邸のペンバリーを訪れる筋[20]が無くなっている。
- リディアとウィカムの駆け落ちにはウィカムが誘拐した疑いも出るが[21]、その後ふたりは正式に結婚するため[22]、映画のように「エリザベスが来ると騙されて誘き出された」筋は存在しない。なおリディアとウィカムの駆け落ちはオースティンの原作『高慢と偏見』にもある筋である[23]。原作では、ウィカムはダーシーによって肢体不自由にされた後、聖職者になるためアイルランド・キルケニーの聖ラザロ肢体不自由者神学校に向かうことになり[24]、ダーシーへの復讐に燃え結婚式を襲撃する筋も映画独自のものである。
- 本作ではエリザベスがリディア救出に向かう前にレディ・キャサリンが訪れるが、原作ではリディア・ウィカムの駆け落ち・コリンズの自殺後ロングボーンを訪れる[25]。またこれはビングリー・ジェーンの婚約後に設定されている[25]。
- ゾンビ黙示録の四騎士のくだりは映画独自のものである。

## 登場人物
エリザベス・ベネット
演 - リリー・ジェームズ、声 - 下山田綾華
ベネット家の次女で本作の主人公。舞踏会でダーシーに惹かれるも、自分に対する高慢さと偏見に幻滅する。その後ウィカムと親しくなるが、ダーシーからウィカムの過去を知らされ距離を置く。インビトウィンへ乗り込みダーシーを救出した後、ダーシーと結ばれる。
フィッツウィリアム・ダーシー大佐
演 - サム・ライリー、声 - 阪口周平
ゾンビ退治に従事する英国陸軍大佐で、ビングリーの友人。ウィカムとは幼馴染みだったが、金の無心を邪険にしたところ、父が謎のゾンビ感染を起こした上、妹ジョージアナとウィカムとの駆け落ち未遂も露見し、険悪な仲に陥っている。レデイ・キャサリンの甥に当たり、自身もダービーシャーの半分を所有するという資産家。
ジョージ・ウィカム
演 - ジャック・ヒューストン、声 - 川島得愛
ダーシーの幼馴染みで、メリトンに駐留する国民軍の一員。ゾンビ感染しているが、ダーシーに金の無心を拒否されたことを逆恨みし、この復讐の念をよすがに発症を抑えている。
ジェーン・ベネット
演 - ベラ・ヒースコート、声 - 福沙奈恵
ベネット家の長女で、最も美しい。ビングリーに見初められ、ラストシーンで結婚する。
チャールズ・ビングリー
演 - ダグラス・ブース、声 - 益山武明
ベネット邸があるロングボーンの近所にあるネザーフィールドに引っ越してきた紳士。英国陸軍で働くほか、ダーシーの友人でもある。
コリンズ牧師
演 - マット・スミス、声 - 佐々木義人
ベネット姉妹のいとこに当たる牧師で、レディ・キャサリンの持つ聖職禄を引き継いだ。ベネット氏の死後、ロングボーンを相続する権利を持つ限嗣相続人。当初はベネット姉妹から妻を選ぼうとしていたが、結局ロングボーンの近所に住むシャーロット・ルーカスを娶（）る。お世辞・おべんちゃらが上手いだけの人物。
ベネット氏
演 - チャールズ・ダンス、声 - さかき孝輔
ベネット姉妹の父で、姉妹を中国に向かわせカンフー・少林寺拳法などの武術を学ばせた。
レディ・キャサリン・ド・バーグ
演 - レナ・ヘディ
国1番の戦士と謳われる女性で、盲いた左目に眼帯を付けている。ダーシーのおばであり、自身もケントにある堅固な屋敷ロージングズを所有する資産家。ダーシーを身体の弱い娘アンの許嫁と考えている。コリンズ牧師の引き継いだ聖職禄の持ち主・後見人。
キティ・ベネット
演 - スキ・ウォーターハウス
ベネット家の四女で、メリトンの士官たちに目が無い。
キャロライン・ビングリー
演 - エマ・グリーンウェル、声 - 三上由理恵
ビングリーの未婚の妹。日本でゾンビ退治用の武芸鍛錬を受けており、貧しさから中国に向かったベネット姉妹を軽蔑している。
リディア・ベネット
演 - エリー・バンバー、声 - 石井未紗
ベネット家の五女・末娘で、キティ同様メリトンの士官たちに目が無い。ウィカムにエリザベスが来ると騙され、聖ラザロ教会へ誘拐される。
メアリー・ベネット
演 - ミリー・ブレイディ
ベネット家の三女。眼鏡をかけており、あまり器量は良くない。読書家。
ベネット夫人
演 - サリー・フィリップス
娘たちを資産家に嫁がせることしか考えていない、ベネット姉妹の母親。酔った席で口走った言葉がダーシーに聞かれ、ジェーンとビングリーが引き裂かれる一因となってしまう。
シャーロット・ルーカス
演 - エイズリング・ロフタス
ロングボーンの近所に住むルーカス卿の娘。コリンズに求婚され承諾する。
フェザーストーン夫人
演 - ドリー・ウェルズ
ロングボーンの近所に住んでおり、既に死んだはずの人物。舞踏会の日に、ネザーフィールドを訪れたエリザベスの前に現れる。
デニー中尉
演 - トム・ローカン (en) 
メリトンの士官で、ベネット姉妹にウィカムを紹介する。
カサンドラ
演 - ハーマイオニー・コーフィールド、声 - 三上由理恵
ネザーフィールド屋敷で、アナベルの様子を見に行く女性。
アナベル・ネザーフィールド
演 - イェス・ラドムスカ
冒頭、ダーシーがやって来るネザーフィールド屋敷で、ゾンビ化して使用人を貪っている当主の姪。

## 製作

### 発展
本作は、2009年にセス・グレアム＝スミスがジェイン・オースティンとの共作という形で出版した同名小説『高慢と偏見とゾンビ』を下敷きにしている。映画化の計画は2009年12月10日に『バラエティ』誌で発表され、ナタリー・ポートマンがエリザベス・ベネット役と製作を務め、ライオンズゲートが資金面・配給を担当すると報じられた。この計画は、ポートマンが知り合いのプロデューサーであるアリソン・シェアマーにかけた電話から始動した。同年12月14日にはデヴィッド・O・ラッセルが脚本・監督を務めると伝えられたが、翌2010年10月5日には、スケジュール上の問題からラッセルが降板すると報じられた。後にラッセルは、ライオンズゲートから高額な予算に反対されたと明かしている。ラッセル降板が報じられた翌日、今度はポートマンのエリザベス役降板が伝えられたが、彼女は製作職には留まるとした。ラッセルの降板後、ライオンズゲートはマイク・ニューウェルやマット・リーヴスに話を持ちかけたが、これはどちらも断られた。同年11月3日には、『ロサンゼルス・タイムズ』紙で、ライオンズゲートがマイク・ホワイト、ニール・マーシャル、ジェフリー・ブリッツなどと接触していることが報じられた。11月5日にはホワイトの監督就任が明らかになったが、結局翌年1月に、HBOのシリーズに参加するためとして降板することが決まった。
2011年2月、クレイグ・ギレスピーが監督職に就任したと発表された。ギレスピーは様々なジャンルをマッシュアップした作品にしたいと述べた。2011年5月には、ラッセルの脚本を書き直すため、脚本家のマーティ・ノクソンが雇われた。2011年10月27日、ギレスピーの監督降板が伝えられた。プロジェクトは2013年3月にパノラマ・メディアが介入し、製作・予算面に参加し、海外配給を請け負うまで一時停止した。同じ年の5月、バー・スティアーズが監督に就任すると報じられた。スティアーズは脚本の書き直しを始め、「『高慢と偏見』の動悸の全て」（英: "all the Pride and Prejudice beats"）を盛り込み直すと述べた。
出演者には、リリー・コリンズ、ジェニファー・アニストン、ローワン・アトキンソンなどの名前が挙がっていたこともある。コリンズはエリザベス役として有力視されていたが、他にもエマ・ストーン、ブレイク・ライブリー、スカーレット・ヨハンソンなどの名前も挙がっていた。撮影開始1ヶ月前の2014年8月、リリー・ジェームズ、サム・ライリー、ベラ・ヒースコートなどがメインキャストになることが報じられた。また、主撮影開始の直前に、ダグラス・ブースやマット・スミスの参加が発表された。

### 撮影
主要撮影は、2014年9月24日にバッキンガムシャーのウェスト・ウィカム・ハウス&パークで始められた。ハロウィーンの週末には、キャストがハートフォードシャーのハットフィールド・ハウスで撮影しているところが目撃された。ハットフィールド・ハウスは、レディ・キャサリンの邸宅であるロージングズとして使われた。11月初めには、オールド・ベイジングのベイジング・ハウスで撮影が行われた。11月13日、撮影はサリー・フレンシャムに移り、11月21日まで撮影が行われた。ここでは2010年の火事で焼失した場所を用い、インビトウィンのシーンが撮影された。

## サウンドトラック
映画のサウンドトラックは、ヴァレーズ・サラバンド・レコーズからリリースされ、2016年2月5日にデジタル配信、同年2月12日にディスク販売が開始された。映画のオリジナル・スコアは、フェルナンド・ベラスケスによって作曲・指揮されている。
| #         | タイトル                                        | 作詞  | 作曲・編曲 | 時間 |
| --------- | ----------------------------------------------- | ----- | ---------- | ---- |
| 1.        | 「Darcy」                                       |       |            | 4:00 |
| 2.        | 「An Illustrated History of England 1700-1800」 |       |            | 2:20 |
| 3.        | 「Dressing for the Dance」                      |       |            | 0:36 |
| 4.        | 「The Man from Uribe」                          |       |            | 2:11 |
| 5.        | 「Dance of the Ponderous Distaff」              |       |            | 1:29 |
| 6.        | 「We Are Under Attack!!」                       |       |            | 2:27 |
| 7.        | 「Carriage Ride」                               |       |            | 1:05 |
| 8.        | 「Orphans」                                     |       |            | 1:47 |
| 9.        | 「The Soldiers of Meryton」                     |       |            | 1:10 |
| 10.       | 「Menuet Des Mortes Vivants」                   |       |            | 1:35 |
| 11.       | 「Orphan Attack」                               |       |            | 3:34 |
| 12.       | 「Don’t Go Into the Woods Alone」               |       |            | 1:29 |
| 13.       | 「St Lazarus」                                  |       |            | 2:43 |
| 14.       | 「Rosings Park」                                |       |            | 1:15 |
| 15.       | 「Midnight Walk」                               |       |            | 1:08 |
| 16.       | 「Flirt Lovers Fight」                          |       |            | 2:45 |
| 17.       | 「The Letter / Siege of London」                |       |            | 4:09 |
| 18.       | 「The In-Between」                              |       |            | 5:36 |
| 19.       | 「Darcy Is Saved」                              |       |            | 1:59 |
| 20.       | 「Back to St Lazarus」                          |       |            | 2:13 |
| 21.       | 「Zombies Are Fed / Attack / Showdown」         |       |            | 5:13 |
| 22.       | 「After the Explosion」                         |       |            | 2:40 |
| 23.       | 「Happy Ending?」                               |       |            | 4:42 |
| 合計時間: | 合計時間:                                       | 58:06 |            |      |

## 封切り
2015年3月30日、スクリーン ジェムズは映画の公開日を2016年2月19日と発表した。同年4月22日、スクリーン・ジェムズは、公開日を2016年2月5日に変更した。イギリスではライオンズゲートにより、2016年2月11日に公開された。日本ではギャガが配給を担当し、2016年9月30日に公開された。MPAAでのレイティングはPG-13になった（日本ではG指定）。

### マーケティング

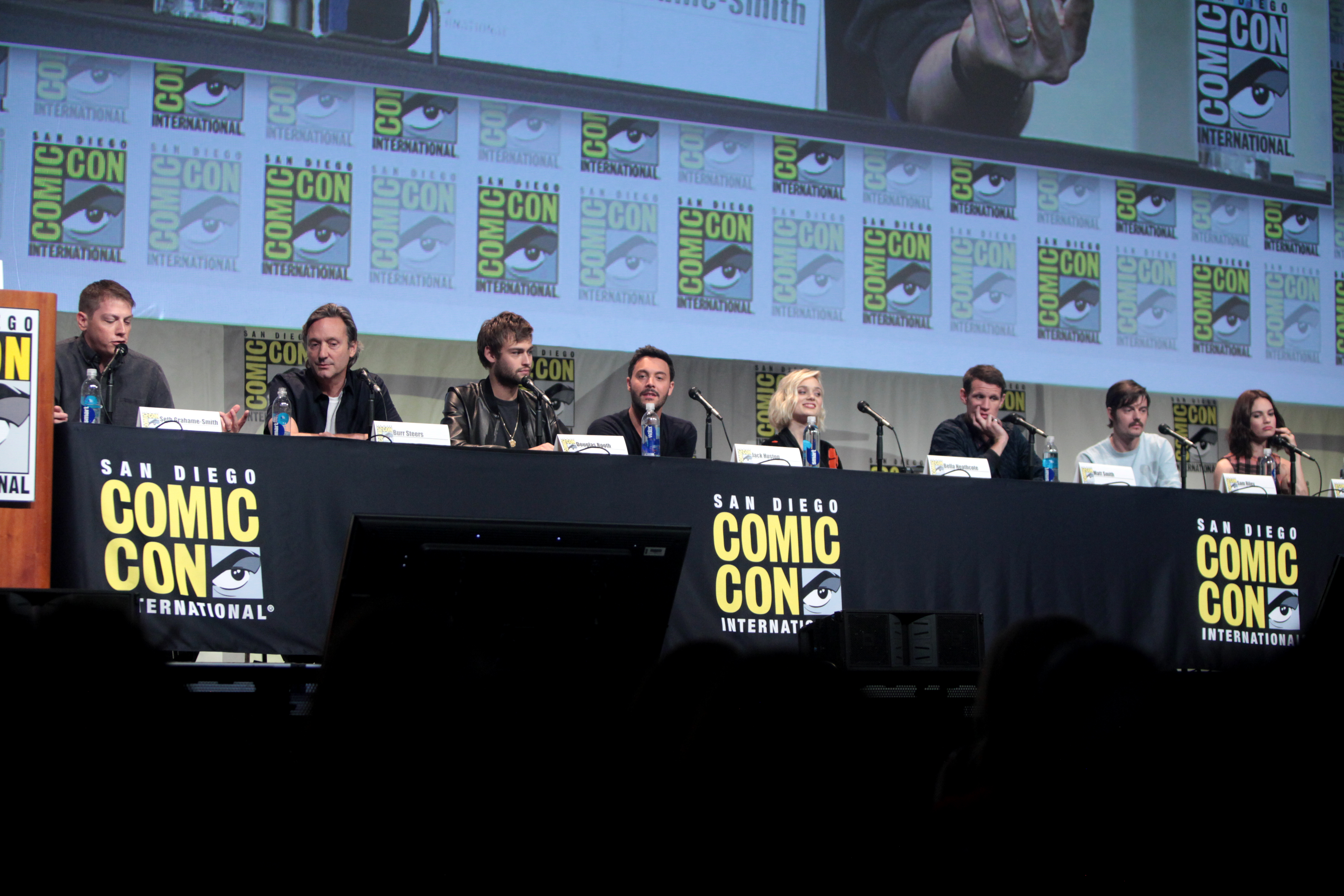
2015年のサンディエゴ・コミコンに参加した制作陣

2014年10月、『エンターテインメント・ウィークリー』誌で映画の写真が初公開された。2015年7月には、リリー・ジェームズ、サム・ライリー、ベラ・ヒースコート、ダグラス・ブース、ジャック・ヒューストン、マット・スミス、バー・スティアーズ監督、原作者のセス・グレアム＝スミスがサンディエゴで開かれたコミコン・インターナショナルに参加し、1本目のトレイラーが公開された。2015年10月9日には、イギリス版のトレイラーとポスターが発表された。2015年10月22日には、スクリーン・ジェムズがアメリカ版トレイラー・ポスターの第1弾を発表した。2015年11月26日には、ライオンズゲートUKが完全版のトレイラーと、英国版公式ポスター第1弾を発表した。また本国・日本での公開に合わせ、本編映像の一部がYouTubeで複数本公開された。日本でのキャッチコピーは、『不朽の恋愛小説、感染。』だった。

### ホームメディア
本国版は、DVD、Blu-ray Disc、4K Ultra HD Blu-rayの形式で2016年5月31日に発売された。日本版はギャガよりDVD、Blu-rayの形で2017年4月4日に発売された。

## 作品の評価

### 興行収入
作品の予算は2,800万ドルだったが、北アメリカでは1,090万ドル、他地区では550万ドルの興行収入となり、世界全体での収益は1,640万ドルに留まった。
北米公開日は『ヘイル、シーザー!』や『きみがくれた物語』と同じ2016年2月5日だった。初動の週末では2,931館で上映され、1,000万ドルから1,200万ドルの興行収入を得ると予測された。木曜夜に行われたプレビューでは30万ドルの興収を得たが、初動の週末では530万ドルに留まり、6位となった。公開第3週の週末には、全体の88%に当たる2,455館で上映が取り止められ、これは当時としては史上3番目の下落率であった。

### 批評家の反応
映画には賛否両論の批評がついた。映画批評サイトRotten Tomatoesには161件のレビューが寄せられ、支持率は43%、平均点は10点満点中5.4点である。同じく批評サイトのMetacriticでは34件のレビューが付いており、トータルスコアは100点満点中45点である。観客による投票サイトCinemaScoreでは、A+からFまでのスケール中、「B-」の評価だった。
『ニューズデイ』のレイファー・ガズマンは映画を好評価して4つ星中3つ星を付け、「BBCレベルのキャストと無表情なユーモアのおかげで、想像もしていなかった不調な出足」と述べた。『ローリング・ストーン』誌のピーター・トラヴァースは4つ星中2つ星を付け、「PP&Z[=原題の頭字語]はPG-13のレートだったので、ゾンビの残虐シーンは明らかに落ち着いている。しかし繰り返しがパーティをつまらなくさせる前に、映画には興味をそそる見せ場が少し供給される」と述べた。『サンフランシスコ・クロニクル』のミック・ラサルも4つ星中2つ星を付け、「他のジェイン・オースティン映画と比べ大したものでは無いが、ほかのゾンビ終世紀映画と比べれば、聡明で、文学的賜物だ」と述べた。『A.V.クラブ』のジェシー・ハッセンガーはC評価を付け、「クリフズノーツのような気がする、ジェイン・オースティンの改作たるこの作品は理解できる。それでも、ゾンビが等しく原始的というのは、より失望させる」と述べた。『エンターテインメント・ウィークリー』のクラーク・コリンズはB評価を付け、「もし気味悪いというより創意的だったなら、『高慢と偏見とゾンビ』は大衆に新鮮な生気を吹き込んだのだろうが、絶望的に目新しさが無く、アンデッドな様式だ」と評した。『ガーディアン』紙のマーク・カーモードは5つ星中2つ星を与え、「オースティンかゾンビか定かで無く、スティアーズはなまくらの喜劇、ホラー、恋愛劇めいた各要素を、どれほど率直に表現するのか確信が無いように見える。結果は噛みつき不足だ—ゾンビとオースティンが共通して持っているはずの要素なのに」と評した。『デイリー・テレグラフ』紙のヘレン・オハラも5つ星中2つ星を付け、「物語がもっと格調高かったなら異ジャンルの楽しいクロスオーバーだったろうに、スティアーズやキャストの最善の努力は、必要以上に詰め込まれた本を、何らかの実際感覚がある映画に落とし込めなかった」と述べた。『ニューヨーク・タイムズ』のマノーラ・ダージスは賛否両論の批評を書き、「高慢も偏見もちゃんと演じられてはいるけれど、結局はうんざりする程繰り返されるジョークになってしまった—紳士夫人の見た目、連れがいるか独身か、カード遊びをするか舞踏会で踊るか、不運にも貪り食うゾンビで埋め尽くされてしまうか」と述べた。
『RogerEbert.com』のクリスティ・レミアは4つ星中1.5個分の評価で、「小説版『高慢と偏見とゾンビ』と同じように、映画版が単純なひとつのいかさまであることは予想されていた—これは『高慢と偏見』……それとゾンビだ。これは何となく愉快なアイデアで、原作本全てに広がっているし、ベストセラーになるだろうものだし、映画化されるのは必然的なのだ」と述べた。『ハリウッド・レポーター』のキース・アーリッチは否定的な批評を寄せ、映画は「どたどたと見苦しく、生命が無く—死体について話すのはおかしなことだが—ほとんど完璧に魅力が無い」と述べた。AP通信のリンジー・バーも否定的な感想を書き、「この話はテレビドラマにした方が良かったかもしれない。そうすれば登場人物も動悸に合わせて呼吸できただろうに。この映画では、アクションと暴力が、通常登場人物の成長に使われる場所を占拠してしまっている」と述べた。『ニューヨーク・デイリー・ニューズ』のスティーヴン・ウィッティは5つ星中2つ星を付け、「『高慢と偏見とゾンビ』中の飢えた怪物たちは、美味しい大きな脳を求めている。まあ、彼らはここでは全く見つけられないだろう。ジェイン・オースティンとジョージ・ロメロを無理矢理結婚させたので、気の利いた作品になるべき物語なのだが—結局は馬鹿馬鹿しい」と述べた。『ワシントン・ポスト』のステファニー・メリーは、4つ星中1つ半の評価を付け、「『高慢と偏見とゾンビ』はタイトル通りのものを届けてくれた—少しの恋物語とアンデッドな悪者がいくらか、加えて少しの喜劇。それでもオースティンの魅力的な秘訣を用いた、余りにも忙しいこのリフは、下手な改造を全く正当化できていない」とした。『ダラス・モーニングニュース』のブリトン・ピールは「B-」と評価し、映画は「楽しく、おかしく、血みどろで、それでも奇妙なことにロマンティックだ」と述べた。
『エンターテインメント・ウィークリー』誌では、文学者とゾンビ研究家の双方に感想を聞く特集が組まれた。この中で文学者でオースティン研究家のデヴォニー・ルーサーは、映画の前半部、特にコリンズ牧師（演：マット・スミス）のくだりは喜劇的で不調和であり楽しめた（英: comic, jarring, and enjoyable）としている。彼女は映画全体を評して、「沢山笑ったし悲鳴も上げた。B+とA-のどちらにするかで揺れ動いている。独創性には大いに点数を与えたいし、評定インフレという評判を我慢したくもある。『A-』ね」と述べた。またゾンビ専門家のクラーク・コリスは、「何か違う事をやろうとするジャンル映画は楽しい—そしてこれもそうだ—でも、全編観ても恐ろしいとは思えなかった。『B』を付けるよ」としている。
SF・文芸評論家の藤田直哉は、原作ファンの立場から、「多分、原作になかった設定が映画版ではいくつか入ってきて、大袈裟になってしまった。そこは違う感じがした」と述べている。